# Рабинович, Николай Семёнович
Никола́й Семёнович Рабино́вич (24 сентября [7 октября] 1908, Санкт-Петербург ― 26 июля 1972, Ленинград) ― советский дирижёр и педагог, профессор Ленинградской консерватории. Брат музыковеда А. С. Рабиновича.

## Становление
Занимался дирижированием у Н. А. Малько, в 1931 г. окончил Ленинградскую консерваторию по классу А. В. Гаука. В том же 1931 году состоялся дирижёрский дебют Рабиновича в Ленинградской филармонии. Но с оркестром филармонии он встречался ещё на студенческой скамье, когда в 1929 г. озвучивал первые киноленты Ленфильма.

## Деятельность
В 1931―1932 работал на студии «Ленфильм» заведующим музыкальной частью, принимал участие в создании первых звуковых фильмов как дирижёр, с 1933 по 1938 заведовал музыкальным сектором Ленинградского радио.
Его имя стоит в титрах фильмов с музыкой Д. Шостаковича «Одна», «Сын Монголии», трилогия о Максиме, «Златые горы», «Овод», «Гамлет».
С 1938 ― дирижёр Ленинградской филармонии, в 1944―1948 ― Ленинградского Малого оперного театра. В 1950 возглавил БСО Ленинградского радиокомитета и работал с ним семь лет, с 1967 руководил Ленинградским камерным оркестром.
Рабинович ― один из основоположников советской дирижёрской школы. Обладая высокой исполнительской культурой, он дирижировал сочинениями классического и современного советского и зарубежного репертуара, а также руководил постановками оперных и опереточных спектаклей. Под его управлением звучали все симфонические произведения Бетховена, многие сочинения Гайдна и Моцарта, почти все оркестровые произведения Шуберта, Чайковского, музыка Шумана и Верди, Берлиоза и Бизе, Брукнера и Малера, Дворжака и Стравинского, Прокофьева и Шостаковича, сочинения Баланчивадзе, Караева, Хачатуряна. Дирижировал также спектаклями музыкальных театров Ленинграда.
Похоронен на Серафимовском кладбище.

## Преподавание
Преподавательскую деятельность в Ленинградской консерватории Рабинович вёл с 1939 (профессор с 1968), воспитал ряд известных дирижёров, среди которых Юрий Симонов, Неэме Ярви, Виталий Куценко, Рауф Абдуллаев, Лео Корхин и др.
Особая область в биографии музыканта — его работа со студенческим оркестром консерватории, бессменным куратором которого он был с 1956 г. по день своей кончины. Имя Николая Семёновича Рабиновича присвоено одному из классов Ленинградской консерватории.

## Гастроли
Гастролировал в ГДР, в 1970 году принимал участие в международном семинаре дирижёров в Веймаре.